# Monts Akhlun
Les monts Ahklun, en anglais Ahklun Mountains, sont une chaîne de montagnes située dans le Sud-Ouest de l'Alaska, aux États-Unis.

## Géographie

### Situation, topographie

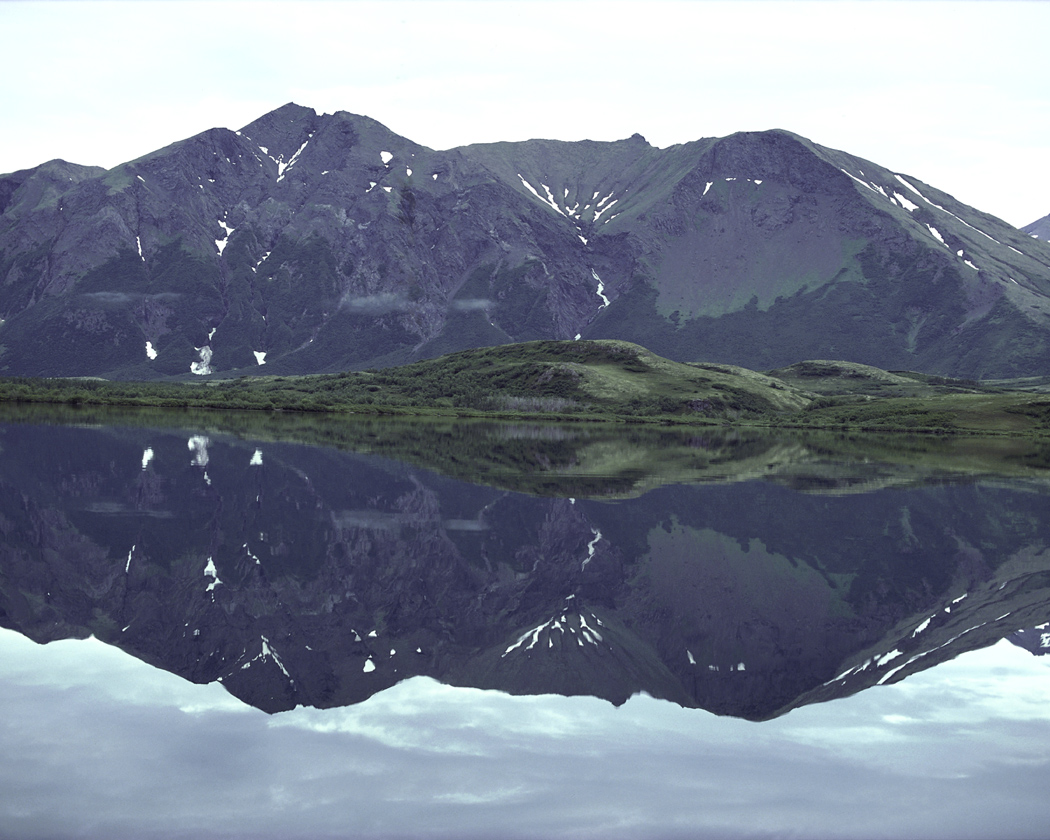
Vue des monts Ahklun et du lac Togiak.

Elles sont situées dans la partie nord-est du refuge faunique national de Togiak et s'étendent depuis la rivière Kanektok et la rivière Narogurum jusqu'à la baie Kuskokwim.
Elles comportent de nombreux glaciers et s'étendent entre le fleuve Kuskokwim et la baie de Bristol.
Les montagnes Ahklun avec leurs lacs profonds, certains atteignant 400 m de profondeur, couvrent environ 80 % du refuge faunique national de Togiak.

#### Liste de sommets
- Pic Pistuk (1 312 m)
- Mont Atshichlut (1 225 m)
- Mont Tuntunguak (740 m)

### Glaciers
Durant le Pléistocène, plusieurs glaciations ont élargi des vallées fluviales et des fossés d'effondrement en vallées glaciaires. Sur les versants orientaux de la chaîne, ces vallées sont occupées par des lacs glaciaires dont certains ont plus de 400 mètres de profondeur et sont fermés par une moraine.
Sur les versants sud et ouest, les vallées sont plus larges, entrecoupées de plateaux.
En 1972, l'United States Geological Survey avait répertorié 116 glaciers. En 2006, 12 d'entre eux avaient disparu tandis qu'un certain nombre[Combien ?] avaient diminué en taille.

### Climat
Les températures annuelles moyennes sont de −2 °C à 1 °C. 

### Faune
La paruline rayée niche dans les conifères des vallées, où vivent aussi des castors en grand nombre. Les rivières hébergent diverses espèces de saumons : saumon du Pacifique, saumon Chinook et saumon argenté ainsi que de nombreuses truites arc-en-ciel.

### Flore
Elle est constituée de toundra alpines et de landes dans les creux des vallées, où poussent le carex et le tussack.
Les forêts, sur les flancs des montagnes, sont formées d'épinettes noires tandis que l'épinette blanche, le bouleau à papier et l'aulne poussent sur les plus basses collines et le long des rivières.

## Référence
- (en) Cet article est partiellement ou en totalité issu de l’article de Wikipédia en anglais intitulé « Ahklun Mountains » (voir la liste des auteurs).